# 新選組！
《新選組！》是NHK於2004年播出的第43作大河劇。原作與劇本是三谷幸喜，主演是香取慎吾。

## 作品背景與反響
以近藤勇為主人翁，以及京都守護職下警備組織、即有名的新選組為題材。以幕末做為題材的前一檔是1998年的德川慶喜。主演者香取慎吾是第一次演出大河劇。編劇是創作許多知名電視劇的三谷幸喜。近藤與坂本龍馬、桂小五郎（木戶孝允）在江戶相識，再加上許多史實的角色，形成青春性與娛樂性都很高的故事。
大河劇本身則是自從《信長》以來11年後再次使用有聲樂的主題曲，歌詞出自編劇三谷之手。第26回以後，片頭加上了歌詞的字幕。
演員方面，很積極的使用了具有廣大影迷的年輕演員與舞台劇演員，這是因為以往大河劇的觀眾都是偏向高齡層的關係。然而本劇終究還是苦於平均收視率只有17.4%的低迷景象，評價上被認為很謹慎認真的對每一個登場角色做了描寫。本作當中，以堺雅人與山本耕史等這類由劇團出身的演員受到矚目。
2006年1月1日預定播出的正月時代劇，是續編「新選組!! 土方歲三的最後一日」，這也是大河劇僅見的製作續集。原作、劇本還是三谷幸喜，主演者是山本耕史，而本作的部份出演者亦會登場。
香取曾於朝日電視台的節目「SmaSTATION-4」中將本劇出演者（新選組隊士與三谷）集結在一起，展開少見的談話性節目，而在富士電視台系列的SMAP×SMAP，曾用三谷寫作的「局長！」當作短劇。「森田一義的時間：笑也是很好的！」裡，香取更是穿著戲服登場。

## 花絮
- 電影壬生義士傳裡，佐藤浩市飾演齋藤一，堺雅人飾演沖田總司。堺雅人在本劇演出山南一角時，此片還在拍攝中。
- 飾演土方歲三之兄的栗塚旭與飾演沖田療養所植木屋的島田順司，以前在NET･東映的『新選組血風錄』分別飾演土方歲三與沖田總司。
- 飾演近藤勇之兄的阿南健治，曾在三谷幸喜編劇的電視劇「龍馬委託！」裡飾演近藤勇。
- 飾演坂本龍馬的江口洋介，在三谷幸喜原作及編劇－電影「龍馬之妻，她的丈夫與她的愛人」裡飾演一位因為長得很像龍馬而成為龍馬遺孀愛人的男子虎藏，在本作被拔擢為龍馬一角時，他說「我終於變成龍馬本人了」。
- 電視劇版壬生義士傳裡，伊原剛志飾演土方歲三。
- 瑳川哲朗在NHK大河劇「三姊妹」（1967年）裡飾演近藤勇。
- 佐佐木功飾演的內山彥次郎，在劇中討伐了由小田切讓飾演的齋藤一。但佐佐木功曾在動畫電影「宇宙戰艦大和號 愛的戰士們」也擔任過一位叫「齋藤始」的角色（與齋藤一的日文讀音相同，不過是造形與角色設定完全不同的人物）。

## 工作人員
- 作・・・三谷幸喜
- 音樂・・・服部隆之
- 主題曲演奏・・・NHK交響樂團
- 主題曲指揮・・・廣上淳一
- 男高音獨唱・・・約翰・健・努梭
- 演奏・・・フェイス・ミュージック
- 時代考証・・・大石學、山村龍也
- 建築考証・・・平井聖
- 服裝考証・・・小泉清子
- 音樂考証・・・奧中康人
- 殺陣武術指導・・・林邦史朗
- 所作指導・・・西川箕乃助
- 邦樂指導・・・本條秀太郎
- 資料提供・・・三野行德
- 題字・・・荻野丹雪
- 版畫・・・木田安彥
- 京語言指導・・・井上裕季子
- 土佐語言指導・・・岡林桂子
- 薩摩語言指導・・・西田聖志郎
- 御所語言指導・・・堀井令以知
- 協力・・・京都府、京都市、東京都調布市・日野市、茨城縣、千葉縣、神奈川縣小田原市、大本山金戒光明寺
- 制作統括・・・吉川幸司
- 導演・・・放送日程記載
- 旁白・・・小寺康雄（開場）、伊東敏惠（本編後的新選組之行）

## 出演

### 新選組
試衛館的朋友們（主要人物）
- 島崎勝太→近藤勇（大久保大和）（香取慎吾）
- 土方歲三（內藤隼人）（山本耕史）
- 山南敬助（堺雅人）
- 沖田惣次郎→沖田總司（田邊季正→藤原龍也）
- 永倉新八（山口智充）
- 山口一→齋藤一（小田切讓）
- 井上源三郎（小林隆）
- 藤堂平助（中村勘太郎）
- 原田左之助（山本太郎）

水戶藩出身者
- 芹澤鴨（佐藤浩市）
- 新見錦（相島一之）
- 平間重助（剛州）
- 平山五郎（坂田聰）
- 野口健司（岡本幸作）
- 佐伯又三郎（松谷賢示）

御陵衛士等等的人們
- 伊東大藏→伊東甲子太郎（谷原章介）
- 三木三郎（平泉陽太）
- 加納鷲雄（小原雅人）
- 篠原泰之進（小梶直人）
- 服部武雄（梶浦昭生）

其他的新選組隊士
- 松原忠司（甲本雅裕）
- 武田觀柳齋（八島智人）
- 谷三十郎（前田豐）
- 尾形俊太郎（飯田基祐）
- 島田魁（照英）
- 葛山武八郎（平畠啟史（DonDokoDon））
- 山崎烝（桂吉彌）
- 河合耆三郎（大倉孝二）
- 谷萬太郎（若松力）
- 谷昌武→谷周平⇔近藤周平（淺利陽介）
- 大石鍬次郎（根本慎太郎）
- 淺野薰（中村俊太）
- 尾關雅次郎（熊面鯉）
- 安藤早太郎（河西祐樹）

浪士組同志
- 殿內義雄（生瀨勝久）
- 家里次郎（大田慶文）
- 根岸友山（奧村公延）
- 粕谷新五郎（伊吹吾朗）
- 祐天仙之助（渡部雄作）
- 大村達尾（江畑浩規）
- 池田德太郎（野中功）
- 村上俊五郎（立川政市）
- 阿比留銳三郎（矢部太郎（カラテカ））

### 多摩的人們
- 近藤勇的養父 近藤周助→近藤周齋（田中邦衛）
- 近藤勇的養母 近藤筆（野際陽子）
- 近藤勇之妻 近藤常（田畑智子）
- 近藤勇之女 近藤玉（山城毬花→鎗田千裕→松元環季）
- 沖田總司之姐 沖田光（澤口靖子）
- 沖田總司的姐夫 沖田林太郎（日野陽仁）
- 近藤勇之兄 宮川音五郎（阿南健治）
- 多摩的名主 小島鹿之助（小野武彥）
- 土方歲三之兄 土方為次郎（栗塚旭）
- 土方歲三的姐夫 佐藤彥五郎（小日向文世）
- 土方歲三之姐 佐藤信（淺田美代子）
- 近藤勇的小時玩伴 瀧本捨助（中村獅童）
- 瀧本捨助之父 瀧本繁藏（沼田曜一）
- 土方歲三行商的朋友 紐爺（江幡高志）
- 阿常之父 松井八十五郎（淺沼晉平）
- 阿常之母 松井絹（蘆澤孝子）
- 阿筆的老友 夏（岩崎加根子）
- 土方歲三前女友 阿靜（乙葉）
- 紅組總大將 萩原糺（榎木兵衛）
- 土方歲三的未婚妻 阿琴（田丸麻紀）
- 沖田的療養人 植木屋平五郎（島田順司）

※瀧本捨助是以真實人物・松本捨助為原型的角色

### 京都的人們
- 壬生的鄉士 八木源之丞（伊東四朗）
- 源之丞之妻 八木雅（松金米子）
- 雅之母 八木久（正司歌江）
- 源之丞女兒 八木秀（八木秀二郎）（吹石一惠）
- 源之丞之子 八木為三郎（卷島一將）
- 八木家奉公人 房吉 （星路易斯）
- 醫師 孝庵（笹野高史）
- 西本願寺 僧侶（大門伍朗）
- 西本願寺侍臣 西村兼文（本間憲一）

※八木家其實是子女皆有的，但是這個女兒早死了。當時在葬禮的時候，近藤與芹澤都有前往的紀錄，於是根據這些紀錄，就有了「秀」與「久」的創作誕生。劇中「秀」在女扮男裝時使用化名「八木秀二郎」，其實是八木源之丞長男的名字，是史實有的人物。

### 京都的女子們
- 近藤勇的愛人 阿幸⇔深雪太夫（枚田菜菜子→優香）
- 桂小五郎之妻 幾松（菊川怜）
- 坂本龍馬之妻 阿龍（楢崎龍）（麻生久美子）
- 寺田屋女老闆 登勢（戶田恵子）
- 芹澤鴨的愛人 阿梅（鈴木京香）
- 原田左之助之妻 政（橋野惠美）
- 永倉新八的愛人 小常→阿園（小西美帆）
- 山南敬助的愛人 明里（鈴木砂羽）
- 千波甲太郎之妻 阿初（清水美那）
- 深雪太夫之妹 阿孝（金子莉菜→優香）

### 當時的名人
- 土佐藩士 坂本龍馬（江口洋介）
- 土佐藩士 武市半平太（大衛伊東）
- 土佐藩士 谷守部（粟根誠）
- 土佐脱藩 望月龜彌太（三宅弘城）
- 土佐脱藩 北添佶摩（松井工）
- 土佐脱藩 中岡慎太郎（增澤望）
- 長州藩士 桂小五郎→木戶貫治→木戶孝允（石黑賢）
- 長州藩士 久坂玄瑞（池內博之）
- 長州藩士 吉田稔磨（佐藤一平）
- 長州藩士 寺島忠三郎（加藤大治郎）
- 長州藩士 入江九一（渡邊航）
- 長州脱藩 千波甲太郎（宅間孝行）
- 薩摩藩士 大島吉之助→西鄉吉之助（宇梶剛士）
- 薩摩藩士 大久保一藏（保村大和）
- 薩摩藩士 黑田了介（峰尾進）
- 薩摩藩士 有馬藤太（古田新太）
- 肥後藩士 河上彥齋（高杉亘）
- 肥後脱藩 宮部鼎藏（四方堂亘）
- 水戶脱藩 廣岡子之次郎（橋本潤）
- 福井藩士 橋本左內（山內圭哉）
- 近江鄉士 古高俊太郎（中山俊）
- 出羽鄉士 清河八郎（白井晃）
- 久留米脱藩 真木和泉（大谷亮介）
- 兵學者 佐久間象山（石坂浩二）
- 新政府軍・軍監 香川敬三 （松本今次）
- 繪師 板倉槐堂（舟田走）
- 阿園未婚夫 市川宇八郎→芳賀宜道（八十田勇一）

### 會津藩
- 京都守護職・會津藩主 松平容保（筒井道隆）
- 會津藩小用方 廣澤富次郎（矢島健一）
- 會津藩小用方 秋月悌次郎（堀部圭亮）
- 會津藩小用人 小森久太郎（荒木優騎）
- 京都所司代・桑名藩主 松平定敬（高橋一生）

### 幕府
- 京都見廻組隊長 佐佐木只三郎（伊原剛志）
- 海軍總裁 勝海舟（野田秀樹）
- 幕臣 山岡鉄太郎→山岡鐵舟（羽場裕一）
- 浪士組取扱 鵜殿鳩翁（梅野泰靖）
- 講武所教授方→浪士組取扱 松平主稅助→松平上總介（藤木孝）
- 大坂西町奉行所與力 內山彥次郎（佐佐木功）
- 幕府醫師 松本良順（田中哲司）
- 大目付 永井尚志（佐藤B作）
- 廣島藩役人（濱口優）
- 第15代将軍 德川慶喜（今井朋彥）
- 海軍奉行 榎本武揚（草彅剛）（友情出演）
- 菜葉隊隊長・小松（Bibiru大木）（友情出演）

※史實上的菜葉隊，是以橫濱居留地擔任警備的旗本部隊（組成比新選組早）做為母體的集團，而Bibiru大木飾演的小松則是三谷創作的人物。

### 朝廷
- 第121代天皇 孝明天皇（中村福助）
- 公家 岩倉友山（中村有志）
- 第122代天皇 明治天皇（中川景四）
- 公家 中山忠能（仲恭司）
- 皇族 中川宮（濱口悟）

### 町眾
- ヒュースケン的戀人 阿富（木村多江）
- 大坂小野川部屋親方 小野川親方（瑳川哲朗）
- 小野川力士 熊川熊五郎（舞之海秀平）
- 大坂横綱　黑神（大至）
- 行司　鵜池保介( 第30代 木村庄之助)

### 外國人
- 美國總領事 Townsend Harris（Marty Kuehnert）
- 美國公使館書記 Henry Conrad Joannes Heusken（川平慈英）
- 英國水兵（Ken Cogger）
- 英國水兵（Matthew）

## 放送

### 放送日程
第1回與最終回為一小時加長版。第27回因参議院選舉特別節目而改為7:15～8:00播出。
| 放送回 | 放送日         | 標題               | 導演       | 收視率 |
| ------ | -------------- | ------------------ | ---------- | ------ |
| 第1回  | 2004年1月11日  | 黑船前來           | 清水一彥   | 26.3%  |
| 第2回  | 2004年1月18日  | 多摩的驕傲         | 清水一彥   | 23.9%  |
| 第3回  | 2004年1月25日  | 母親離家出走       | 清水一彥   | 20.3%  |
| 第4回  | 2004年2月1日   | 天地倒轉           | 清水一彥   | 20.6%  |
| 第5回  | 2004年2月8日   | 婚禮之日           | 清水一彥   | 20.4%  |
| 第6回  | 2004年2月15日  | 休斯肯快逃         | 伊勢田雅也 | 19.9%  |
| 第7回  | 2004年2月22日  | 繼承四代目         | 伊勢田雅也 | 19.7%  |
| 第8回  | 2004年2月29日  | 變成怎樣的日本     | 伊勢田雅也 | 18.5%  |
| 第9回  | 2004年3月7日   | 全部就在這封信     | 伊勢田雅也 | 19.8%  |
| 第10回 | 2004年3月14日  | 終於結成浪士組     | 伊勢田雅也 | 15.6%  |
| 第11回 | 2004年3月21日  | 母親大人前來       | 清水一彥   | 17.5%  |
| 第12回 | 2004年3月28日  | 往西行！           | 清水一彥   | 14.0%  |
| 第13回 | 2004年4月4日   | 芹澤鴨、爆發       | 伊勢田雅也 | 15.6%  |
| 第14回 | 2004年4月11日  | 抵達京都           | 伊勢田雅也 | 14.4%  |
| 第15回 | 2004年4月18日  | 去或留             | 清水一彥   | 17.6%  |
| 第16回 | 2004年4月25日  | 一筆啟上、阿常様   | 清水一彥   | 16.6%  |
| 第17回 | 2004年5月2日   | 首次死亡           | 伊勢田雅也 | 15.6%  |
| 第18回 | 2004年5月9日   | 初出動！壬生浪士   | 伊勢田雅也 | 15.4%  |
| 第19回 | 2004年5月16日  | 告別式的夜晚       | 吉田浩樹   | 15.5%  |
| 第20回 | 2004年5月23日  | 芹澤鴨醉了         | 吉田浩樹   | 15.3%  |
| 第21回 | 2004年5月30日  | 且慢事件           | 清水一彥   | 14.2%  |
| 第22回 | 2004年6月6日   | 屋頂上的芹澤鴨     | 伊勢田雅也 | 17.9%  |
| 第23回 | 2004年6月13日  | 政變、八月十八日   | 伊勢田雅也 | 16.8%  |
| 第24回 | 2004年6月20日  | 避開不能通行的道路 | 清水一彥   | 17.8%  |
| 第25回 | 2004年6月27日  | 新選組誕生         | 清水一彥   | 19.3%  |
| 第26回 | 2004年7月4日   | 局長 近藤勇        | 伊勢田雅也 | 17.4%  |
| 第27回 | 2004年7月11日  | 池田屋事件前夕     | 伊勢田雅也 | 13.4%  |
| 第28回 | 2004年7月18日  | 奔向池田屋         | 清水一彥   | 16.6%  |
| 第29回 | 2004年7月25日  | 討伐長州           | 山本敏彥   | 14.4%  |
| 第30回 | 2004年8月1日   | 永倉新八、叛亂     | 山本敏彥   | 17.6%  |
| 第31回 | 2004年8月8日   | 回到江戶           | 伊勢田雅也 | 16.5%  |
| 第32回 | 2004年8月15日  | 山南脫逃           | 伊勢田雅也 | 14.8%  |
| 第33回 | 2004年8月22日  | 朋友之死           | 伊勢田雅也 | 16.1%  |
| 第34回 | 2004年8月29日  | 寺田屋大騷動       | 山本敏彥   | 18.1%  |
| 第35回 | 2004年9月5日   | 再見了，壬生村     | 山本敏彥   | 18.7%  |
| 第36回 | 2004年9月12日  | 對決見廻組！       | 伊勢田雅也 | 16.0%  |
| 第37回 | 2004年9月19日  | 薩長同盟締結！     | 清水一彥   | 15.9%  |
| 第38回 | 2004年9月26日  | 那個隊士的切腹     | 山本敏彥   | 16.2%  |
| 第39回 | 2004年10月3日  | 將軍死去           | 伊勢田雅也 | 14.5%  |
| 第40回 | 2004年10月10日 | 平助的旅程         | 清水一彥   | 14.2%  |
| 第41回 | 2004年10月17日 | 落魄的觀柳齋       | 小林大児   | 16.0%  |
| 第42回 | 2004年10月24日 | 龍馬暗殺           | 清水一彥   | 16.5%  |
| 第43回 | 2004年10月31日 | 決戰、油小路       | 伊勢田雅也 | 19.6%  |
| 第44回 | 2004年11月7日  | 局長襲撃           | 土井祥平   | 17.9%  |
| 第45回 | 2004年11月14日 | 源桑之死           | 清水一彥   | 16.0%  |
| 第46回 | 2004年11月21日 | 東去               | 清水一彥   | 18.5%  |
| 第47回 | 2004年11月28日 | 再會               | 清水一彥   | 17.3%  |
| 第48回 | 2004年12月5日  | 流山               | 吉川邦夫   | 16.2%  |
| 最終回 | 2004年12月12日 | 親愛的朋友啊       | 清水一彥   | 21.8%  |

### 新選組！特別篇
2004年12月26日、29日、2006年1月3日播出。包括未公開畫面與主要隊士成員的對談。
- 第1部「成為武士！」
- 第2部「新選組誕生」
- 第3部「愛的朋友啊」

### 你的安可2004
2004年12月30日播出，有堺雅人的留言。
- どんとこい新選組！隊士座談會
- 新選組！朋友之死(第33回)

## 週邊產品

### NHK大河劇導覽書
- 新選組！　前編・後編

### CD
- NHK大河劇新選組！　原聲帶

### DVD
- 新選組！完全版 第壹集
- 新選組！完全版 第貳集
- 新選組！特別篇

## 關連項目
- 新選組!! 土方歲三 最期的一日

## 外部連結
- 新選組!!土方歲三最期的一日  NHK正月時代劇
- 株式會社Video Research
- 新選組SHINSENGUMI 網頁 （页面存档备份，存于）